# M. Delly
M. Delly foi o pseudônimo do casal de irmãos Frédéric Henri Petitjean de la Rosiére (Vannes, 1870 – Versailles, 1949) e Jeanne Marie Henriette Petitjean de la Rosiére (Avinhão, 1875 – Versailles, 1947), escritores franceses.
Juntos, os dois irmãos publicaram mais de uma centena de livros, os quais proporcionavam uma leitura fácil e acessível, tornando-se especialmente populares numa época de mudanças estruturais sociais, em que o hábito da leitura começava a ganhar espaço entre as mulheres jovens da burguesia. As editoras em ritmo de expansão chegavam a países antes editorialmente inexpressivos. Até a Primeira Guerra Mundial, por exemplo, os livros brasileiros eram impressos, em sua maioria, na Europa. Em novembro de 1925, a Companhia Editora Nacional, de Monteiro Lobato, já estava constituída, e foi a responsável pela publicação da grande maioria dos livros de M. Delly no Brasil. Os títulos seguiam a mesma linha publicada em Portugal, na grande maioria pela Editora Livraria Progredior, que traduzira do francês parte de seus romances. A publicação desses livros, ao lado de outros de igual pretensão, foi organizada “em um período em que o mercado editorial brasileiro é marcado pela importação de livros estrangeiros, sobretudo, de livros franceses e portugueses”.
Com uma literatura romântica, fácil e agradável, os livros de M. Delly não traziam questionamentos ou ambições culturais, mas pretendiam entretenimento; no entanto, segundo estudiosos, “houve a importação de um modelo aristocrático notadamente francês para a educação feminina, como ler romances, por exemplo, dispositivos que  vão ajudando a constituir culturalmente uma imagem da mulher burguesa”.

## Biografia
Marie, jovem sonhadora que dedicou sua vida à escrita, começou sua obra com a publicação, em 1903, de “Dans les ruines”. Frederick é menos conhecido pelos seus escritos, e mais pela gestão habilidosa de contratos de edição, com várias editoras compartilhando o sucesso dos seus livros.
O ritmo de publicação, os vários romances por ano até 1925, e as vendas muito boas garantiram para os irmãos rendimentos confortáveis. Esse conforto não impediu que os dois autores vivessem em perfeita discrição, permanecendo desconhecidos do grande público e dos críticos. A identidade de M. Delly não foi revelada até a morte de Marie, em 1947, dois anos antes de seu irmão.

## Características
Em estilo romântico, os romances de M. Delly  possuíam um tom de encantamento, um clima de conto de fada. As histórias destacavam os valores e comportamentos da aristocracia européia situada entre os finais do século XIX e inícios do século XX, apesar de não serem, na grande maioria, datadas. A imprecisão temporal é característica das narrativas maravilhosas, que alimentam o imaginário dos leitores e nas quais "os argumentos desenvolvem-se dentro da magia feérica: reis, rainhas, príncipes, princesas, fadas, gênios, bruxas, objetos mágicos, metamorfoses, tempo e espaço fora da realidade conhecida".

## Obras principais
| - Aelys Aux Cheveux d'Or (“Aélys”) - Ahelya, Fille des Indes - Anita ("Anita") - Annonciade - Aurore de Brusfeld (“Aurora de Brusfeld”) - Berengère, Fille de Roi - Cité des anges (“Cidade dos Anjos”) - Comme un Conte de Fées ("Um Sonho de Cinderela", trad. Humberto A. Santos) - Coeurs Ennemis – Laquelle? – I (“Corações Inimigos”) - Coeurs Ennemis – II (“Orietta”) - Coeurs Ennemis – III (“Lady Shesbury”/ Marquesa de Shesbury”) - Dans les Ruines - Des Plaintes dans la Nuit (“Lamentos na Noite”/ "No Silêncio da Noite") - Elfrida Norstein ("Elfrida") - Entre Deux Ames ("Entre Duas Almas") - Esclave.. ou Reine ("Escrava ou Rainha") - Folie de Sages (“Receio de Amar”) - Fille de Chouans - Fleurs du foyer, fleur du cloïtre (Flor do lar, flor do claustro") - Gilles de Cesbres (“Acidente Providencial”) - Gwen, Princesse d'Orient (“Gwen, Princesa do Oriente”) - Hoëlle Aux Yeux Pers - La Biche au Bois (“Escondida na Floresta”) - La Chatte Blanche (“Deus Dispõe: A Gata Branca”) - La Colombe de Rudsay-Manor (“A Pomba do Castelo”) - La Douloureuse Victoire (“Vitória Amarga”) - La Fee de Kermoal - La Jeune Fille Emmuree (“Mocidade Torturada”/ “Juventude Sequestrada”) - La Lampe Ardente (“Foi o Destino”) - La Louve Devorante (“A Loba Devoradora”, 1ª parte de “La Maison des belles colonnes”, “A Casa das Belas Colunas”) - L'Accusatrice (“A Acusadora”, 2ª parte de “La Maison des belles colonnes”, A Casa das Belas Colunas”) - La Lune d'Or - I (“Tentação Irresistível”) - La Lune d'Or – II (“Sonho Desfeito”) - La Lune d'Or – III (“A Chave do Segredo”) - La Rose Qui Tue ("Flor Maligna", trad. Isaura Correia Santos) - La Villa Des Serpents - La Fin d'Une Walkyrie ("O Fim de uma Valquíria") - Le Candélabre du Temple (“Vencido!”) - Le Chant de la Misere (“A Canção da Miséria”) - Le Drame de l'Étang-Aux-Biches (“O Drama do Lago das Corças”) - Le Feu Sous la Glace - Le Fruit Mûr (“O Sentimento do Amor” - L’Exilee ("A Exilada") - L'Héritage de Cendrillon (“A Herança da Borralheira”) - L’Heritier Des Ducs de Sailles (“O Herdeiro dos Duques de Sailles”) - La Maison des Rossignols ("A Casa dos Rouxinóis") - La Maison du Lis (“A Casa do Lis”) - Le Mystere de Ker-Even - I ("Elza", trad. Eugênia de Melo) - Le Mystere de Ker-Even - II ("Florita", trad. Eugênia de Melo) - Le Mystere de Ker-Even - III ("Castelo em Ruínas", trad. Eugênia de Melo) - La Petite Chanoinesse (“A Freirinha”) | - La Port Scellée (“Almas Perturbadas”) - Le Repaire des Fauves (“O Covil das Feras”) - Le Roi aux Yeur de Reve (“Olhos Sonhadores”) - Le Roi de Kidji ("O Rei de Kidji") - Le Roi des Andes (“O Rei dos Andes”) - Le Roseau Brise (“Via Proibida”) - Le Rubis de l'Emir ("A Jóia Desaparecida", trad. de M. B. de Almeida Real) - Le Sceau de Satan - Les deux crimes de Thècle (“Os Dois Crimes de Tecla”) - Le Secret de la Luzette I (“O Segredo de Luzette”) - Le Secret de la Luzette II (“Sonho de Amor”) - Le Secret du Kou-Kou-Nor (“O Tesouro Sagrado”) - Les Hiboux des Roches Rouges I (“Cascata Rubra”) - Les Hiboux des Roches Rouges II (“O Lírio da Montanha”) - Le Sphinx d'Émeraude - Le Violon du Tzigane (“O Violino do Cigano”) - L'Enfant Mysterieuse - Les Deux Crimes de Thècle ("Os Dois Crimes de Tecla") - Les Deux Fraternites - Les Heures de la Vie ("Sinfonia da Vida", trad. Humberto A. Santos) - Les Ombres (“O Passado”) - Les Seigneurs Loups (“Raça Dominadora”) - Les Solitaires de Myols (“Sofrer em Silêncio”) - Le Testament de M. d'Erquoy (“O Testamento do Snr. De Erquoy”) - L'Illusion Orgueilleuse - L'Infidèle (“O Infiel”) - L'Ondine de Capdeuilles I ("A Ondina de Capdewilles") - L'Ondine de Capdeuilles II (“Um Sonho que Viveu”) - L'Orgueil Dompte (“Orgulho Quebrado”) - L'Orpheline de Ti-Carrec (“A Órfã de Ti-Carrec”) - Lysis - Malereyne (“A Família Malereyne”) - Ma Robe Couleur du Temps ("Meu Vestido Cor do Céu", trad. Tito Marcondes) - Magali ("Magali", trad. Apaminondas de Albuquerque) - Mitsi ("Mitsi") - Orietta (“Orieta”) - Ourida (“Ourida”) - Pour l'Amour D'Ourida (“Por Amor de Ourida”) - Reinette (“Educação do Amor”) - Rue des trois graces (“Rua das Três Graças”) - Sainte-Nitouche ("Hipócrita") - Salvatore Falnerra (“Salvador Falnerra”) - Sous l'Oeil des Brahmes - Sous le Masque (“Por Trás da Máscara”) - Un Amour de Prince (“O Amor de um Príncipe”) - Une Femme Superieure (“Uma Mulher Sedutora”) - Une Mesalliance - Un Marquis de Carabas (“Ardil Estranho”) - Une Misère Dorée I ("Miséria Dourada") - Une Misère Dorée II ("Marísia") - L’Etincelle |

## M. Delly em língua portuguesa
A Coleção Delly foi lançada em Portugal, pela Editora Livraria Progredior, no Porto, com todos os títulos de M. Delly. A Livraria Figueirinhas, também no Porto, publicou vários títulos de Delly na Biblioteca das Famílias.
No Brasil, os romances de M. Delly foram publicados, entre os anos de 1930 e 1960, numa coleção intitulada “Biblioteca das Moças”, pela Companhia Editora Nacional, de São Paulo. Teve 35 títulos publicados num total de quase 180 títulos da coleção, teve o maior número de edições, tornando-se popular entre mulheres jovens, e suas obras foram consideradas, na época, como uma “literatura cor-de-rosa”.
Entre os títulos de M. Delly traduzidos para a língua portuguesa, destacam-se:
- Uma mulher sedutora (“Une Femme Superieure”), Coleção Delly (nº 1), Livraria Progredior, tradução de Manuel de Melo.
- Por trás da máscara (“Sous le Masque”, 1ª parte de "Le Maître de Silence"), Coleção Delly (nº 2), Editora Livraria Progredior, 1953. Editado também pela Ed. Livraria e Imprensa Civilização - Americo Fraga Lamares & Cia Ltda Editores - Porto – Portugal, em 1926, como “O Mestre do Silencio: Por Trás da Máscara”, em 1ª edição, com tradução de Aurora Jardim Aranha. A Editora Tipografia Civilização, de Barbosa Patrício & Cia, no Porto, publicou-o como “Por Trás da Máscara”, na Coleção Biblioteca do Lar.
- O Tesouro Sagrado (“Le Secret de Kou-Kou-Noor”, 2ª parte de "Le Maître de Silence"), Coleção Delly (nº 3), Livraria Progredior. Em 1926, foi editado sob o mesmo título pela Livraria Imprensa Civilização, no Porto, com tradução de Aurora Jardim Aranha.
- O Segredo de Luzete (“Le Secret de la Luzette”, 1ª parte), tradução de A. Augusto dos Santos, Coleção Delly (nº 4), Livraria Progredior, 1938. Lançado também, sob o mesmo título, pela Editora Aurora, Coleção Rosa (nº 1), com tradução de Hila A. Lírio.
- Sonho de amor (“Le Secret de la Luzette”, 2ª parte), Coleção Delly (nº 5), Livraria Progredior, tradução de A. Augusto dos Santos. Foi editado também pela Coleção A Bibliotheca Feminina, Editora Americana, Rio de Janeiro, 1930, tradução de Hélio de Andrade.
- O Sentimento do Amor (“Le Fruit Mûr”), Coleção Delly (nº 7), Livraria Progredior. Foi o volume 157 da Coleção Biblioteca das Moças, da Companhia Editora Nacional, tradução de Wanda de Aguiar.
- Escrava... ou Rainha (“Esclave... ou Reine”), Coleção Delly (nº 8), foi também  o volume 26 da Coleção Biblioteca das Moças, da Companhia Editora Nacional. Publicado em 1921 pela Editora Castilho, sob o mesmo título.
- Entre Duas Almas (“Entre Deux Ames”), Coleção Delly (nº 9), foi também o volume 48 da Coleção Biblioteca das Moças, da Companhia Editora Nacional. Editado em 1919 pela Editora Castilho, sob tradução de Fernão Neves.
- O Passado (“Les Ombres”), Coleção Delly (nº 10), Livraria Progredior, com tradução de A. Augusto dos Santos, 1939. Foi o volume 159 da Coleção Biblioteca das Moças, da Companhia Editora Nacional. Sob o mesmo título, foi lançado, pela Coleção Primavera, da Editora Minerva, Rio de Janeiro, em 1937, e pela Livraria Azevedo, em 1930 (tradução de Zara Pongetti).
- Ondina de Capdeuilles (“L'Ondine de Capdeuilles”, 1ª parte), Coleção Delly (nº 12), Livraria Progredior, sob tradução de A. Augusto dos Santos, 1940. Foi o volume 149 da Coleção Biblioteca das Moças, da Companhia Editora Nacional, com tradução de Lígia Estrada, sob o título “Ondina”.
- Um Sonho que Viveu (“L'Ondine de Capdeuilles”, 2ª parte), Coleção Delly (nº 13), Livraria Progredior. Foi o volume 150 da Coleção Biblioteca das Moças, da Companhia Editora Nacional. Em 1932, fora traduzido em 1ª edição por Lígia Estrada, publicado pela Editora Brasileira, Livraria Zenith, Coleção das Senhorinhas.
- Elza (“Le Mystere de Ker Even”, 1ª parte), Coleção Delly (nº 14), Livraria Progredior. Foi o volume 151 da Coleção Biblioteca das Moças, da Companhia Editora Nacional, tradução de Eugênia de Melo. Editado sob o mesmo título em 1930, pela Editora Brasileira, Livraria Zenith.
- Florita: o mistério de Ker-Even (“Le Mystere de Ker Even”, 2ª parte), Coleção Delly (nº 15), Livraria Progredior. Foi o volume 152 da Coleção Biblioteca das Moças, da Companhia Editora Nacional, sob o título “Florita”, tradução de Eugênia de Melo. Editado sob o mesmo título pela Editora Zenith, 1930.
- Castelo em Ruínas (“Le Mystere de Ker Even”, 3ª parte), Coleção Delly (nº 16), Livraria Progredior. Foi o volume 153 da Coleção Biblioteca das Moças, da Companhia Editora Nacional. Editado sob o mesmo título, em 1930, pela Editora Zenith, Coleção das Senhorinhas, também sob tradução de Dona Eugênia de Mello.
- Corações Inimigos ("Laquelle?", 1ª parte de “Coeurs Ennemis"), Coleção Delly (nº 17), Livraria Progredior. Foi o volume 154 da Coleção Biblioteca das Moças, da Companhia Editora Nacional, sob tradução de Lígia Estrada.
- Orietta ("Orietta", 2[ parte de “Coeurs Ennemis”), Coleção Delly (nº 18), Livraria Progredior. Foi o volume 155 da Coleção Biblioteca das Moças, da Companhia Editora Nacional, tradução de Lígia Estrada.
- Marquesa de Shesbury ("Lady Shesbury", 3ª parte de “Coeurs Ennemis”), Coleção Delly (nº 19), Livraria Progredior, com tradução de A. Augusto dos Santos. Foi o volume 156 da Coleção Biblioteca das Moças, da Companhia Editora Nacional, sob o título “Lady Shesbury”, com tradução de Lígia Estrada. Lançado como “Marquesa de Shesbury”,
- Lamentos na Noite (“Des plaintes dans la nuit”), Coleção Delly (nº 20), Livraria Progredior. Foi o volume 86 da Coleção Biblioteca das Moças, da Companhia Editora Nacional, tradução de Tito Marcondes, sob o título “No Silêncio da Noite”. Sob esse segundo título foi editado, também, por Brusco & Cia.
- Miséria Dourada (“Une Misère Dourée”, 1ª parte), Coleção Delly (nº 21), Livraria Progredior. Foi também o volume 145 da Coleção Biblioteca das Moças, da Companhia Editora Nacional. A segunda parte foi editada num segundo volume da coleção, denominado, no Brasil, Marísia. A tradução é de Lígia Estrada. Também sob tradução de Lígia Estrada, foi publicado pela Editora Brasileira, Livraria Zenith, Coleção das Senhorinhas.
- Marísia (“Une Misère Dourée”, 2ª parte), Coleção Delly (nº 22), Livraria Progredior. Foi também o volume 146 da Coleção Biblioteca das Moças, da Companhia Editora Nacional, tradução de Lígia Estrada.
- O Farol da Vida, Coleção Delly (nº 24), Livraria Progredior, tradução de A. Augusto dos Santos.
- O Rei de Kidji (“Le Roi de Kidji”, 1ª parte de “Le Secret de la Sarrasine”), Coleção Delly (nº 25), foi o volume 40 da Coleção Biblioteca das Moças, da Companhia Editora Nacional.
- Elfrida (“Elfrida Norstein”, 2ª parte de “Le Secret de la Sarrasine”), Coleção Delly (nº 26), pela Editora Livraria Progredior. No Brasil foi o volume 22 da Coleção Biblioteca das Moças, da Companhia Editora Nacional, 1930.
- Vencido! (“Le candelabre du temple”), Coleção Delly (nº 27), foi o volume 60 da Coleção Biblioteca das Moças, da Companhia Editora Nacional, tradução de Sarah Pinto de Almeida, com 10 edições.
- Freirinha (“La pepite chanoinesse”), Coleção Delly (nº 28), Livraria Progredior, 1942. Foi o volume 61 da Coleção Biblioteca das Moças, da Companhia Editora Nacional, tradução de Ernani R. de Lima, com 6 edições.
- O Drama do Lago das Corças (“Le drame de l'êtang-aux-biches”), Coleção Delly (nº 30), Editora Livraria Progredior, 1953.
- O Fim de uma Valquíria (“La fin d'une Walkyrie”), Coleção Delly (nº 32), foi também o volume 42 da Coleção Biblioteca das Moças, da Companhia Editora Nacional. Tradução de R. C. Carviglione.
- A Casa do Lis (“La Maison du Lis”), Coleção Delly (nº 33), Livraria Progredior, 1946. Tradução de A. Augusto dos Santos.
- O Testamento do Snr. De Erquoy (“Le Testament de M. d'Erquoy”), Coleção Delly (nº 34), Livraria Progredior. Tradução de Augusto A. dos Santos, 1947.
- Cascata Rubra (“Les hiboux des roches rouges”, 1ª parte), Coleção Delly (Nº 36), Livraria Progredior, tradução de Humberto A. Santos, 1930. Foi também o volume 147 da Coleção Biblioteca das Moças, da Companhia Editora Nacional, tradução de Ligia Estrada Também traduzido como Mistério duma vida. Em 1931, foi lançado pela Editora Brasileira, Livraria Zenith, com tradução de Ligia Estrada.
- O Lírio da Montanha (“Les hiboux des roches rouges”, 2ª parte), Coleção Delly (nº 37), Livraria Progredior, traduzido por Humberto A. Santos. Foi o volume 148 da Coleção Biblioteca das Moças, da Companhia Editora Nacional.
- Mocidade Torturada (“La jeune fille emmurée”), Coleção Delly (nº 38), Livraria Progredior, 1950. Sob o título “Alma em Flor”, foi o volume 70 da Coleção Biblioteca das Moças, da Companhia Editora Nacional, tradução de Paulo de Freitas. Em 1938, foi editado sob o título “Juventude Seqüestrada” pela Editora Minerva, tradução de Manuel L. Rodrigues.
- Sinfonia da Vida (“Les Heures de la Vie”), tradução de Humberto A. Santos. Coleção Delly (nº 39), Editora Livraria Progredior, 1951.
- Um Sonho de Cinderela (“Comme un Conte de Fées”), tradução de Humberto A. Santos, Coleção Delly (nº 40), Editora Livraria Progredior, 1952.
- Tentação irresistível (“La Lune d'Or”, 1ª parte)), Coleção Delly (nº41), Livraria Progredior, tradução de Humberto A. Santos.
- Sonho desfeito (“La Lune d'Or”, 2ª parte), Coleção Delly (nº 42), Editora Livraria Progredior, 1952.
- A Chave do Segredo (“La Lune d'Or”, 3ª parte), Coleção Delly (nº 43), Livraria Progredior.
- O Herdeiro dos Duques de Sailles (“L'Heritier Des Ducs de Sailles”), Coleção Delly (nº44), Editora Livraria Progredior, 1953. Tradução de Humberto A. Santos.
- A Herança da Gata Borralheira (“L'Héritage de Cendrillon”), Coleção Delly (nº 45), Livraria Progredior, 1953, tradução de Humberto A. Santos.
- A Criança Abandonada (1ª parte), Coleção Delly (nº 46), Livraria Progredior, com tradução de Humberto A. Santos, 1953.
- O Príncipe Misterioso (2ª parte de A Criança Abandonada), Coleção Delly (nº 47), Livraria Progredior, tradução de Humberto A. Santos, 1953.
- O Deus Hindu (3ª parte de A Criança Abandonada), Coleção Delly (nº 48), Livraria Progredior, 1953.
- A Dama de Fogo (4ª parte de A Criança Abandonada), Coleção Delly (nº 49), Livraria Progredior, 1953, tradução de Humberto A. Santos.
- Acidente Providencial (“Gilles des Cesbres”), por Isaura Correia Santos. Coleção Delly (nº 50), Editora Livraria Progredior, 1955.
- Ardil estranho (“Un marquis de carabas”), Coleção Delly (51), Livraria Progredior, 1955. Tradução de Custódia de Carvalho e Mello.
- Sofrer em Silêncio (“Les solitaires de Myols”), Coleção Delly (nº 52), Livraria Progredior, tradução de Humberto A. Santos, 1955.
- Os Dois Crimes de Tecla (“Les deux crimes de Thècle”), Coleção Delly (nº 53), Livraria Progredior, Porto, 1955. Tradução de Carlos Valle.
- O Solar das Serpentes (“La villa des serpents”), Coleção Delly (nº 54), Editora Livraria Progredior, 1955. Tradução de Maria Teresa Magalhães.
- Raça dominadora (“Les seigneurs loups”), Coleção Delly (nº 55), Livraria Progredior. Tradução de Custódia de Carvalho e Mello, 1956.
- Flor Maligna (“La rose qui tue”), tradução de Isaura Correia Santos. Coleção Delly (nº 56), 1956.
- Vitória Amarga (“La douloureuse victoire”), Coleção Delly (nº 57), Editora Livraria Progredior, 1956. Tradução de Custódia de Carvalho e Melo.
- O Violino do Cigano (“Le violon du tzigane”), Coleção Delly (nº 58), Livraria Progredior, tradução de Custódia de Caralho e Mello.
- Rua das Três Graças (“Rue des trois graces”), Coleção Delly (nº 59), Editora Livraria Progredior, Porto, 1956. Tradução de Custódia de Carvalho e Melo.
- A Jóia Desaparecida (“Le Rubis de l'Emir”), tradução de M. B. de Almeida Real. Coleção Delly (nº 60), Livraria Progredior, 1950.
- Educação do Amor (“Reinette”), Coleção Delly (nº 61), Livraria Progredior, tradução de Custódia de Carvalho e Mello, 1957.
- Receio de Amar (“Folie de sages”), Coleção Delly (nº 62), Editora Livraria Progredior, 1957. Tradução de Custódia de Carvalho e Mello.
- Aurora de Brusfeld (“Aurore de Brusfeld”), Coleção Delly (nº 63), tradução de José Monteiro, 1957.
- A Loba Devoradora (“La Maison des belles colonnes”, 1ª parte, “La louve dévorante”), Coleção Delly (nº 64), Livraria Progredior, 1957. Primeira parte de “A Acusadora” (“L'accusatrice”). Tradução de Custódia de Carvalho e Melo.
- A Acusadora (“La Maison des belles colonnes”, 2ª parte, “L'accusatrice”), Coleção Delly (nº 65), Livraria Progredior, 1957.
- Aélys (“Aélys aux cheveaux d'or”, 1ª parte de "L'orgueil dompté"), Coleção Delly (nº 66), tradução de Custódia de Carvalho e Mello, 1958.
- Orgulho Quebrado (“L'orgueil dompté”), Coleção Delly (nº 67), Livraria Progredior, tradução de Custódia de Carvalho e Mello, 1958.
- A Órfã de Ti Carrec (“L'Orpheline de Ti-Carrec”), Coleção Delly (nº 68), Livraria Progredior, 1958, tradução de Maria José.
- Gwen, princesa do Oriente (“Gwen, princesse d' Orient”), Coleção Delly (nº 69), Livraria Progredior, tradução de Maria José, 1958.
- A Família Malereyne (“Malereyne”), Coleção Delly (nº 70), Livraria Progredior, 1958. Tradução de Custódia de Carvalho e Melo.
- Via Proibida (“Le roseau brisé”), Coleção Delly (nº 71), Editora Livraria Progredior, 1958. Tradução de Custódia de Carvalho e Melo.
- A Canção da Miséria (“Le chant de la misere”), Coleção Delly (nº 72), Editora Livraria Progredior, 1958. Tradução de Custódia de Carvalho e Melo.
- O Covil das Feras (“Le repaire des fauves”, 1ª parte), Coleção Delly (nº 73), Editora Livraria Progredior, 1959. Tradução de Samuel Bastos Oliveira.
- Reparação (“Le repaire des fauves”, 2ª parte), Coleção Delly (nº 74), Livraria Progredior, tradução de Samuel Bastos Oliveira.
- Escondida na Floresta (“La biche au bois”), Coleção Delly (nº 75-76), Editora Livraria Progredior, 1959. Tradução de Custódia de Carvalho e Mello.
- Almas Perturbadas (“La port scellée”), Coleção Delly (nº 77), Livraria Progredior, 1959.
- O Amor de um Príncipe (“Um amour de prince”), Coleção Delly (nº 78), tradução Fernando Sampaio, 1959.
- Ourida (“Ourida”, 1ª parte), Coleção Delly (nº 79), Editora Livraria Progredior, 1956.
- Salvador Falnerra (“Salvatore Falnerra”, 2ª parte de “Ourida”), Coleção Delly (nº 80), Editora Livraria Progredior.
- Pelo Amor de Ourida (“Pour l'amour d'Ourida”, 3ª parte de “Ourida”), Coleção Delly (nº 81), Editora Livraria Progredior, 1956.
- Amor e Triunfo (“Pour l'amour de l'Ourida”, 4ª parte de “Ourida”), Coleção Delly (nº 82), Livraria Progredior.
- Olhos Sonhadores (“Le roi aux yeur de reve”), Coleção Delly (nº 83), tradução de Custódia de Carvalho e Mello, 1962.
- Cidade dos Anjos (“Cité des anges”), Coleção Delly (nº 84), tradução de Custódiad e Carvalho e Mello, 1962.
- Benedita, Coleção Delly (nº 85), tradução de Custódia de Carvalho e Mello, 1962.
- O Infiel (“L'Infidèle”), Coleção Delly, Livraria Progredior. Lançado também pela Livraria Azevedo, em 1930, com tradução de Elias Davidovich.
- Magali ("Magali"), Coleção Delly, Livraria Progredior. Foi o volume 52 da Coleção Biblioteca das Moças, da Companhia Editora Nacional, tradução de Epaminondas de Albuquerque, 1929, 10 edições.
- Meu Vestido Cor do Céu ("Ma Robe Couleur du Temps"), Coleção Delly, Livraria Progredior. Foi o volume 67 da Coleção Biblioteca das Moças, da Companhia Editora Nacional, tradução de Tito Marcondes, com 6 edições. Sob o mesmo título, saiu pela Coleção Delly, Livraria Progredior, Porto, Portugal.
- A Vingança de Ralph (“La Vengeance de Ralph”). Foi o volume 130 da Coleção Biblioteca das Moças, da Companhia Editora Nacional, 1947, com tradução de Lila Carvalho.
- A Casa dos Rouxinóis (“La Maison des Rossignols”), Coleção Delly, Livraria Progredior. Foi o volume 131 da Coleção Biblioteca das Moças, da Companhia Editora Nacional, tradução de Léia Ribeiro de Alencar. Fora publicado pela Editora Globo, em 1926, como “A Casa dos Rouxinoes”.
- Mitsi ("Mitsi"), Coleção Delly, Livraria Progredior, tradução de A. Augusto dos Santos. Foi o volume 158 da Coleção Biblioteca das Moças, da Companhia Editora Nacional, com tradução de Zara Pongetti, 1956, com 8 edições. Lançado também pela Editora Getúlio Costa, sob o mesmo título, na Coleção Nossas Filhas; pela Editora Minerva, tradução de Maria Guilhermina Sequeira do Rio Carvalho, 1939. Editado pela Almeida & Torres, Coleção Feminina, e em 1934 pela Flores & Mano (Rio de Janeiro), Coleção Primavera, ambos com tradução de Zara Pongetti. Lançado também pela Editora Aurora, Coleção Rosa, nº 3.
- Foi o Destino (“La Lampe Ardente”), volume 73 da Coleção Biblioteca das Moças, da Companhia Editora Nacional, tradução de A. Bernard.
- Anita (“Anita”), tradução de Sousa Martins, Coleção Biblioteca das Famílias, Casa Editora de A. Figueirinhas, Porto, 1928.
- A Hipócrita ("Sainte Nitouche"), Coleção Biblioteca das Famílias, Editora Livraria Figueirinhas, Porto, Portugal.
- Alma Angélica, tradução de Domingos Guimarães, Coleção Biblioteca das Famílias, Livraria Figueirinhas, Porto, 1937.
- Almas Torturadas, Coleção Biblioteca das Famílias, Livraria Figueirinhas, Porto, 1926.
- A Exilada (“L'Exilée”), Biblioteca das Famílias, Figueirinhas, Porto, 1924.
- Flor do Lar, Flor do Claustro ("Fleurs du foyer, fleur du cloïtre"), Editora Figueirinhas, tradução de Sousa Martins, 1926.
- A Pomba do Castelo (“La Colombe de Rudsay-Manor”), Coleção Biblioteca das Famílias, Editora Figueirinhas. Tradução de Sousa Martins.
- O Rei dos Andes (“Le Roi des Andes”), Coleção Biblioteca das Famílias, tradução de Germano de Campos Monteiro, Editora Figueirinhas, 1952.
- Deus Dispõe (“La Chatte Blanche”), Coleção Feminina, Livraria Azevedo (Ed. Erbas de Almeida e Cia.), Rio de Janeiro, 1929, tradução de Adriano Pinto. Lançado também pela Editora Aurora, Coleção Rosa.
- A Fada das Flores, Coleção Arco-Iris (Volume 10), Edições Paulinas, 1951.
- A Vingança de Raul, Livraria Educação Nacional, Porto, tradução de Antonio Figueirinhas, 1931.
- Mistério de uma Vida, Editora Minerva, 1938, tradução Maria Guilhermina Sequeira do Rio Carvalho.